# Colle della Vanoise
Il Colle della Vanoise (in francese Col de la Vanoise - 2.517 m s.l.m.) è un valico alpino situato nelle Alpi Graie all'interno del Parco nazionale della Vanoise. 

## Descrizione
Il valico collega Pralognan-la-Vanoise (nella Tarantasia) e Termignon (nella Maurienne).
Nei pressi del colle vi sono vari laghi alpini:
- Lago des Assiettes
- Lago Long
- Lago Rond

Da un punto di vista orografico il colle separa due supergruppi alpini, il Massif de la Vanoise (a sud del colle) e il Massif de la Grande Casse (a nord).

## Il rifugio
Nei pressi del colle è stato costruito nel 1902 il più antico rifugio alpino del massiccio della Vanoise. È il rifugio più frequentato di tutto il massiccio. Una seconda costruzione è stata aggiunta negli anni 1970 per rispondere alle sempre maggiori richieste. È gestito dal Club Alpino Francese.

## Accesso
Si può salire al colle partendo da Pralognan-la-Vanoise in circa due ore e trenta.
In alternativa, partendo dalla Maurienne e da Termignon, si risale il vallone del Doron de Termignon fino al parcheggio Bellecombe. Di qui passando per il Refuge du Plan du Lac e per il Refuge d'Entre Deux Eaux il colle è raggiungibile in circa quattro ore.